# Sóni átok

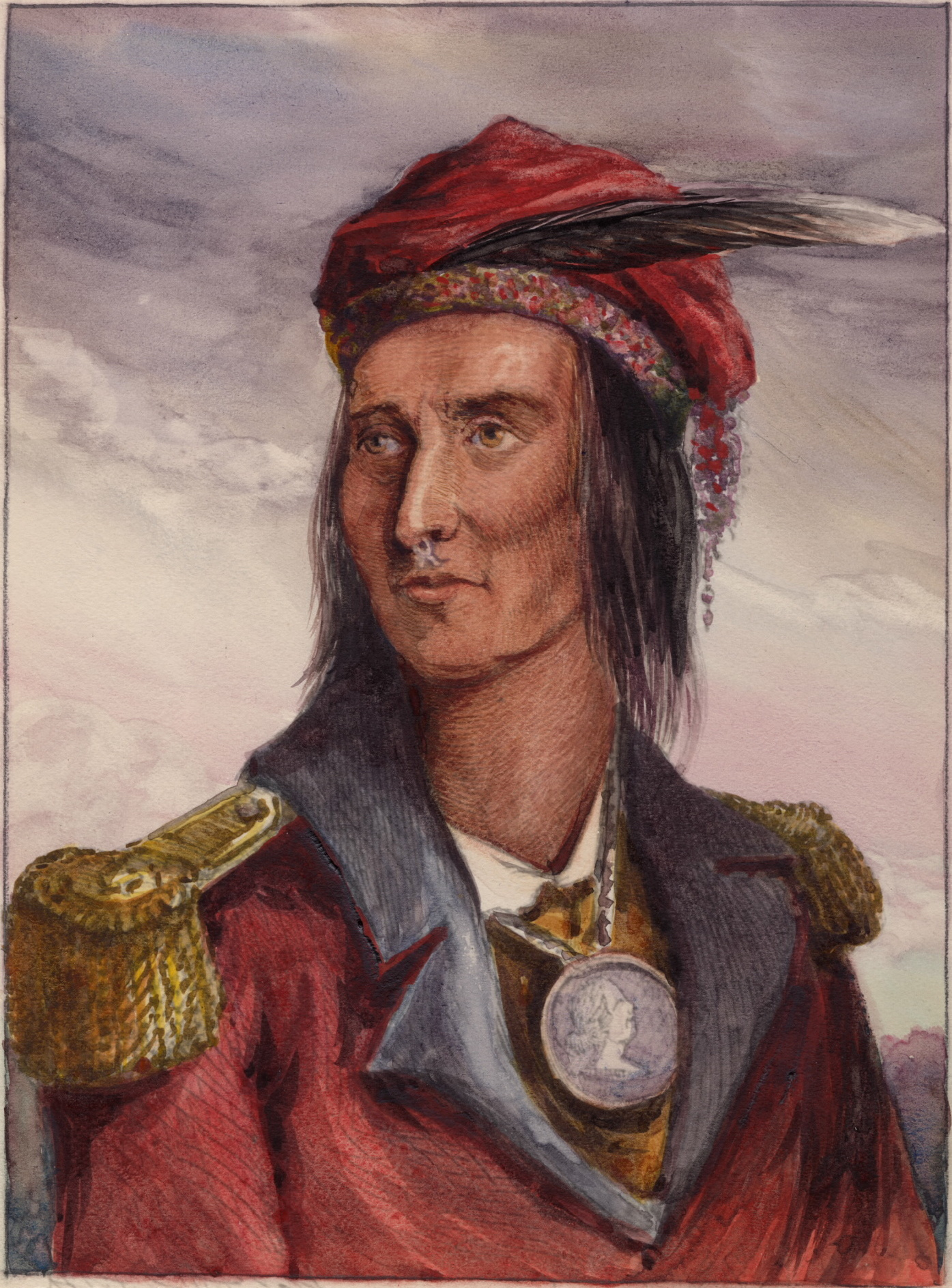
Tecumseh (Benson John Lossings 1868-ban készült munkája)

A Sóni átok (más írásmóddal sauni, angol átírással Shawnee) az Amerikai Egyesült Államokból származó legenda, amelyet a hivatali idejük alatt elhalálozott amerikai elnökökkel hoztak összefüggésbe. Egyéb megnevezései: Tecumseh átka, Elnöki átok, Nulla Év átok, Tippecanoe-i átok és Húszéves átok.
Az átok először egy 1931-ben megjelent könyvben kapott nagyobb nyilvánosságot, melynek címe Ripley's Believe It or Not.

## Az átok eredete

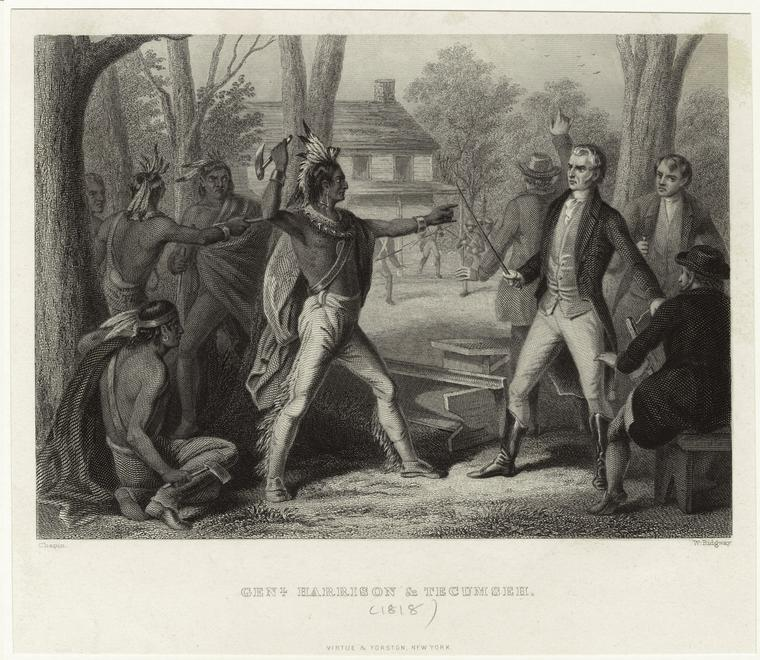
Tecumseh és Harrison

William Henry Harrison (akkor még Indiana állam kormányzója) megvesztegette az indián törzseket, hogy whiskyért árusítsák ki földjeiket. Ez dühítette fel a sóni törzsfőnököt, Tecumsehket, aki háborút indított a fehérek nyugati terjeszkedésének megakadályozására. Tecumseh seregét Harrison hadai 1812. november 7-én Tippecanoe-pataknál legyőzték, majd több településüket felégették. A törzsfőnök élve került ki a csatából, de a két évvel később lezajló thamesi csatában (1813. október 5.) életét vesztette. A legenda szerint, halála után testvére, Tenskwatawa megátkozta Harrisont és mindazon személyeket, akiket nullára végződő évben választanak meg amerikai elnöknek (ez 20 évenként következik be). A sóni varázslók megjósolták, hogy Harrison lesz az első, akin az átok megfogan.

## Az átok – feltételezett – áldozatai

### William Henry Harrison
William Henry Harrisont 1840-ben valóban megválasztották az Egyesült Államok kilencedik elnökének, de beiktatási beszéde közben megfázott és 1841. április 4-én tüdőgyulladásban elhunyt. Utódja, John Tyler vette át az elnöki munkát.

### Meggyilkolt elnökök

#### Abraham Lincoln

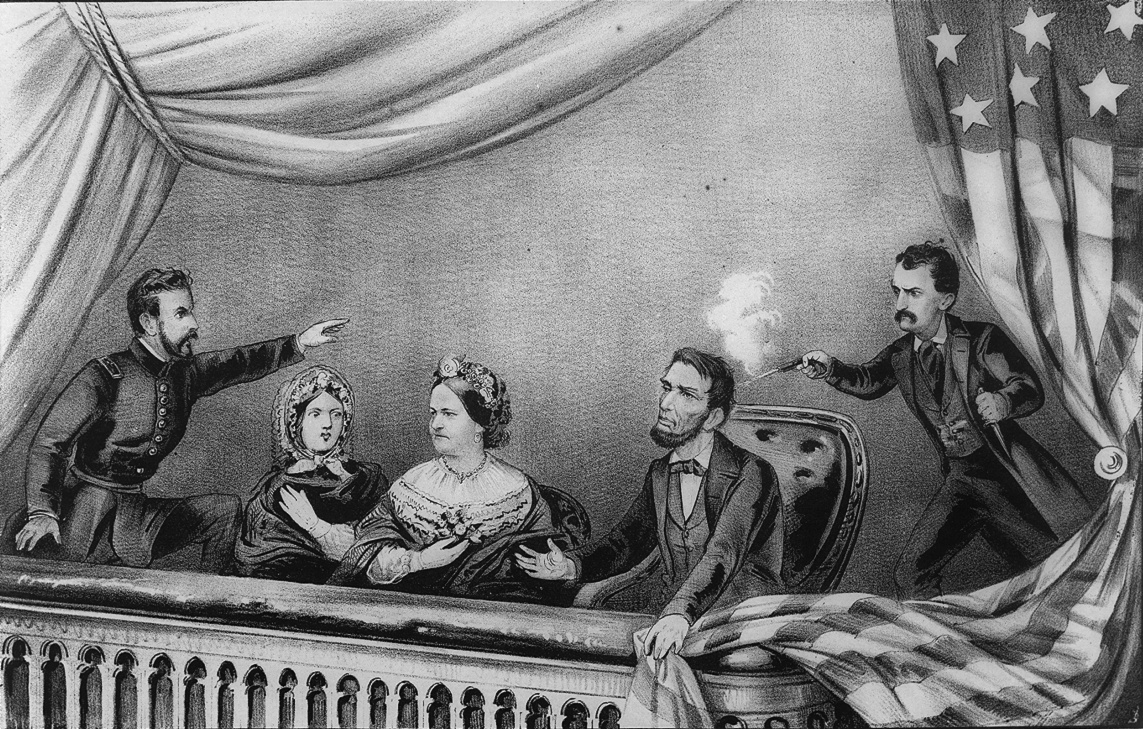
Lincoln meggyilkolásának korabeli ábrázolása

A húsz évvel később megválasztott Abraham Lincolnt már második terminusa alatt érte a halál: 1865. április 14-én a Washingtoni Ford színház előadását néző elnököt hátulról fejbe lőtte John Wilkes Booth, a Konföderációval szimpatizáló színész. Lincoln egy nappal később belehalt sérülésébe. Az akkor huszonhét éves merénylő, a volt konföderációs hatóságok tudta nélkül hajtotta végre a merényletet, amely azonban nem egyéni akció volt: cinkosai ugyanabban az időpontban sebesítették meg életveszélyesen William Henry Sewardot, valamint próbálták megölni az alelnököt, Andrew Johnsont is. A merénylet közben megsérült (eltört a lába) Booth pár nappal később halt meg egy virginiai ültetvényen, ahol egy, a dohány tárolására használt csűrbe behúzódva halálos sebet kapott a katonákkal szemben kialakult tűzharc folyamán. Cinkosait kötél általi halálra ítélték, majd felakasztották.

#### James Garfield

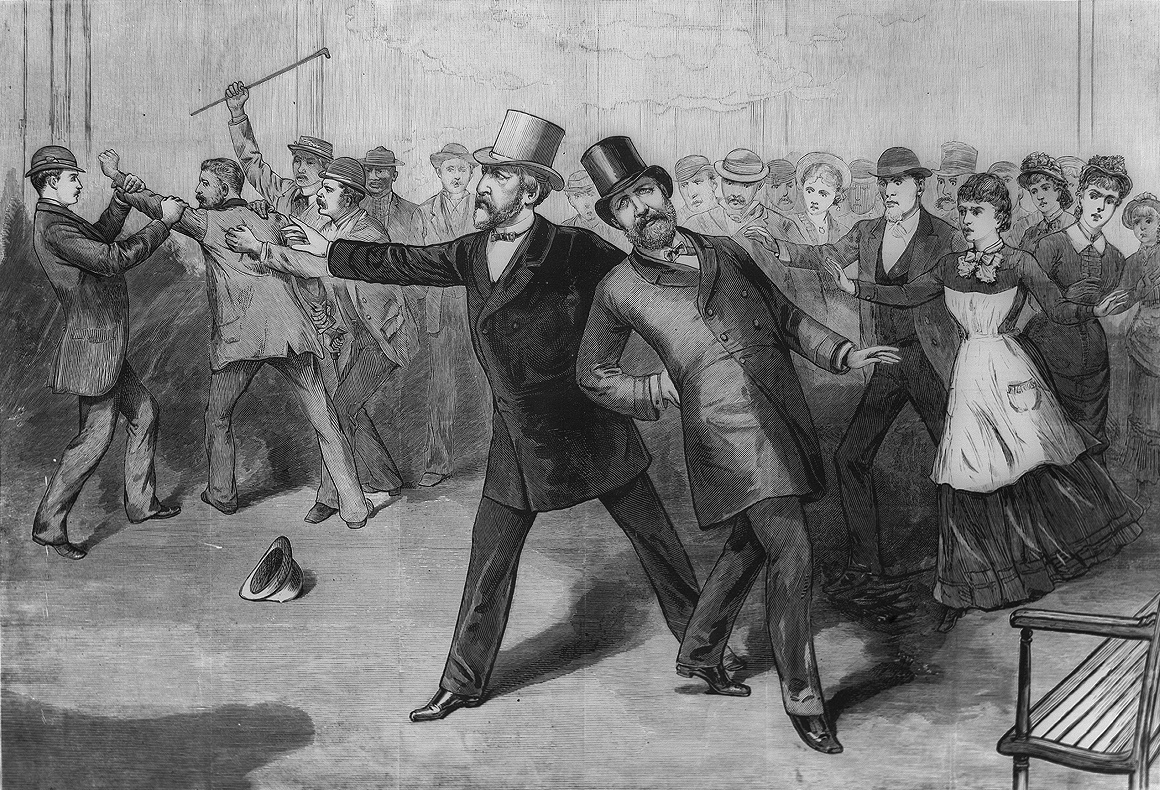
Garfield meggyilkolásának korabeli ábrázolása

1881. július 2-án lövés dörrent a Baltimore és Potomac pályaudvaron, Washingtonban. Az akkori elnökre, James Garfieldra hátulról lőtt rá Charles Julius Guiteau, egy zavaros gondolkodású ügyvéd. Indítéka az volt, hogy nem kapott meg egy diplomáciai állást, és terve szerint Garfield utódjának, Chester Arthurnak kormányában majd jut neki is hely. Terve azonban nem vált be. Bár védői elmeállapotára hivatkozva megpróbálták elmegyógyintézetbe záratni, a bíróság halálra ítélte, és 1882. június 30-án kivégezték. Garfield két és fél hónapig küzdött saját életéért, megmentése érdekében sok mindent megpróbáltak: szobájába légkondicionáló rendszert vezettek be, Alexander Graham Bell pedig egy detektorszerű módszerrel igyekezett a lövedék helyét megtalálni. Garfield 1881. szeptember 19-én adta fel az életért folytatott harcot. Valószínűsítik, hogy a sterilizálatlan orvosi műszerek miatt kapott vérmérgezés volt a halál tényleges kiváltó oka.

#### William McKinley

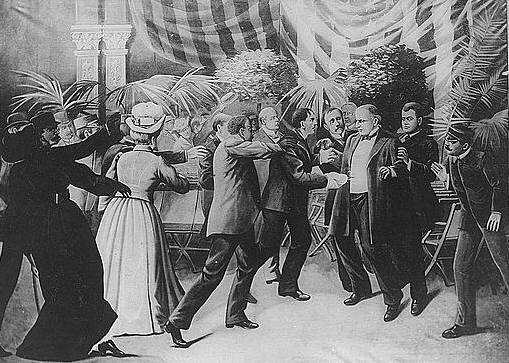
McKinley meggyilkolásának korabeli ábrázolása

Leon Frank Czolgosz, egy anarchista okozta halálát William McKinleynek, amikor egy fogadáson, 1901. szeptember 6-án kétszer rálőtt. Az egyik lövedék több szervet is (gyomor, vese) megroncsolt, majd a hasnyálmirigybe fúródott. Az orvosok egy ideig bíztak az elnök felépülésében, aki azonban nyolc nap múlva (szeptember 14.) távozott az élők sorából. A tettes, anarchista lévén, nem ismerte el a bíróság jogát, ellenben beismerte tettét. A tárgyalás végén, az egyébként acélgyári munkást az ítélőszék halálra ítélte, az ítéletet 1901. október 29-én Auburnben hajtották végre, villamosszék által.

#### John F. Kennedy

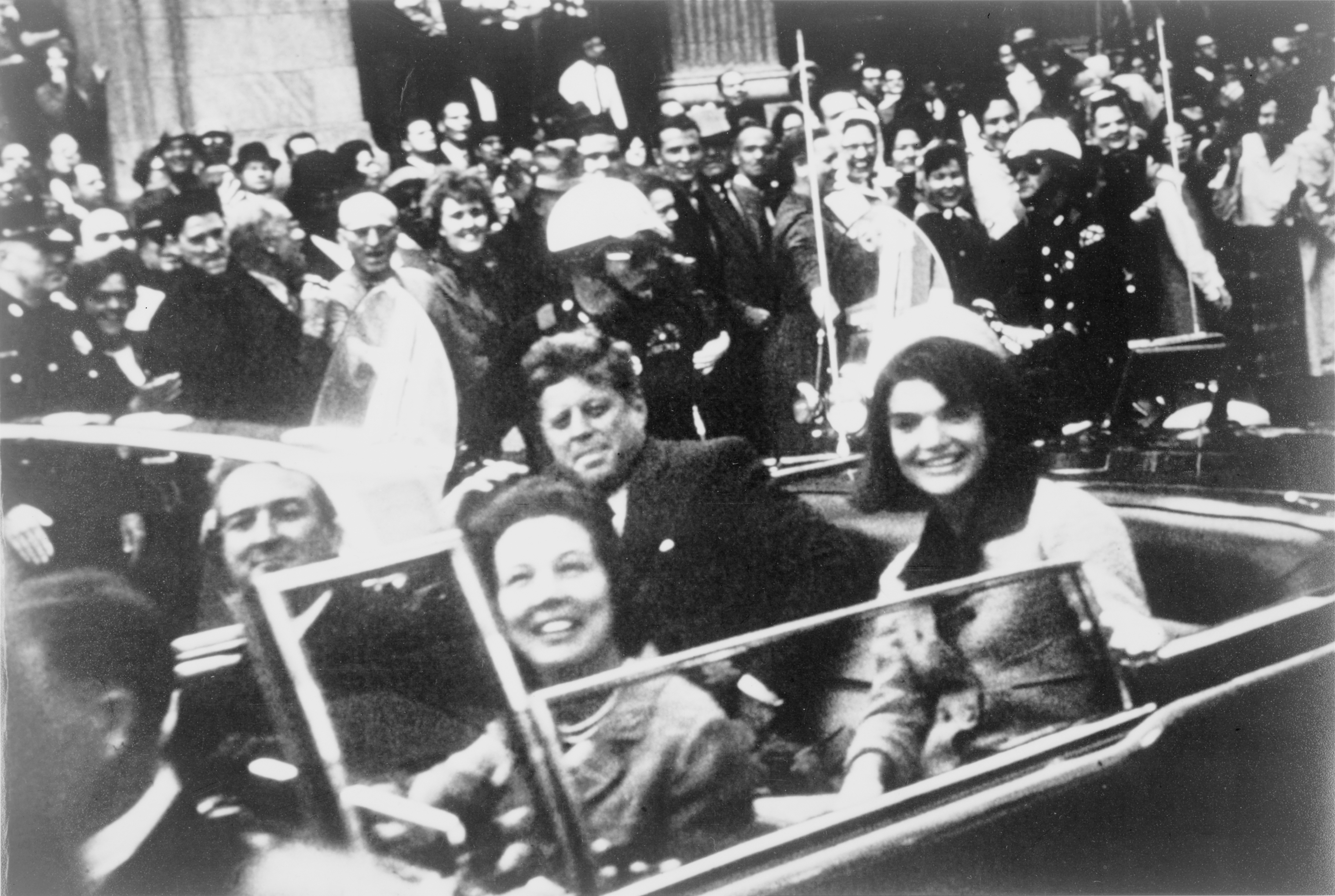
Kennedy és felesége nem sokkal a merénylet előtt

A máig tisztázatlan körülmények között meggyilkolt John F. Kennedy 1963. november 22-én a texasi Dallasban kapott több halálos lövést, amelyekbe fél órával a merénylet után halt bele. Az elnök kocsijában utazó texasi kormányzó, John Connally is súlyosan megsebesült a becsapódó lövedékektől, azonban, Jacqueline Kennedyt egy találat sem érte. A merénylőt, Lee Harvey Oswaldot, bár letartóztatták és kihallgatták, nem tudták bíróság elé állítani, ugyanis két nappal elfogása után ő maga is gyilkosság áldozatává vált. Gyilkosa egy bártulajdonos, Jack Ruby volt.

### Betegség következtében elhalálozott elnökök
A 29.-ként megválasztott Warren G. Harding halálát szintén az átokhoz kötik. Bár halálának hivatalos és elfogadott oka – a szívpanaszoktól és emésztési zavaroktól legyengült szervezetben – trombózis okozta agyvérzés, elterjedt olyan híresztelés is, hogy öngyilkos lett, vagy esetleg a felesége mérgezte meg. Utóbbi álláspontoknak azonban semmi alapja sincs. Halálának időpontja 1923. augusztus 2-a.
A négyszer (1932, 1936, 1940, 1944) is megválasztott Franklin Delano Roosevelt szintén betegség következtében hunyt el, mégpedig egy georgiai fürdőhelyen. A vérnyomási problémákkal küzdő és érelmeszesedéstől szenvedő államférfi agyvérzést kapott 1945. április 12-én.

## Merényletet túlélt elnökök

### Ronald Reagan és George W. Bush
Ronald Reagant 1981. március 30-án próbálta meggyilkolni John Hinckley, és bár Reagan megsebesült, sérülései nem voltak komolyak.
George W. Busht 2005. május 10-én érte támadás. Grúziában egy Vladimir Arutinian nevű férfi próbált kézigránátot dobni rá, azonban Bush nem szenvedett sérülést.

## Teóriák
Mark Dodich asztrológus elemzése szerint két bolygó együttállása is „felelős” a merényletekért, illetve azért, hogy a Reagan ellen elkövetett merénylet meghiúsult. Leírása alapján a Jupiter és a Szaturnusz együttállása húszévente következik be, azonban míg a Reagan elleni merényletnél a levegő jegyében jártak, addig a többi merénylet idején a Föld jegyében.